# درابر (ويسكونسن)
درابر (بالإنجليزية: Draper, Wisconsin)‏ هي بلدة تقع بولاية ويسكونسن في الولايات المتحدة. تبلغ مساحتها 358 (كم²)، وترتفع عن سطح البحر 451 م، بلغ عدد سكانها 171 نسمة في عام 2000 حسب إحصاء مكتب تعداد الولايات المتحدة وتصل الكثافة السكانية فيها 0.5 نسمة/كم2.

## وصلات خارجية
- http://www.townofdraper.com/
- The US50 - Cities and Towns in Wisconsin State
- Wisconsin Cities and Towns, Facts, Map, Flag, Colleges, Government, and More